# Liste der Pfarren im Dekanat Waltersdorf
Das Dekanat Waltersdorf war ein Dekanat der römisch-katholischen Diözese Graz-Seckau.

## Organisation
Das Dekanat Waltersdorf umfasste 10 Kirchengemeinden, wobei die Pfarren Bad Waltersdorf – Bad Blumau und  Ilz – Großwilfersdorf – Hainersdorf – Ottendorf (Dekanat Gleisdorf) einen Pfarrverband bildeten. Ein weiterer bestand aus Fürstenfeld, Altenmarkt bei Fürstenfeld, Söchau und Bad Loipersdorf.
Über die Hauptpfarre Bad Waltersdorf bestehen Kontakte mit der Diözese Mujinga in Burundi.
Dechant war Peter Rosenberger, Pfarrer zu Ilz, Dechant-Stellvertreter Karl Kröll CM zu Altenmarkt bei Fürstenfeld.

## Liste der Pfarren mit Kirchen, Kapellen und Seelsorgestellen
| Pfarre                     | Pfarrverband                                                        | Patrozinium                                   | Kirchengebäude | Bild                        |
| -------------------------- | ------------------------------------------------------------------- | --------------------------------------------- | --- | --------------------------- |
| Altenmarkt bei Fürstenfeld | Fürstenfeld – Söchau – Altenmarkt bei Fürstenfeld – Bad Loipersdorf | Hl. Donatus                                   | Pfarrkirche Altenmarkt bei Fürstenfeld | Pfarrkirche Altenmarkt      |
| Bad Blumau                 | Bad Waltersdorf – Bad Blumau                                        | Hl. Sebastian                                 | Pfarrkirche Bad Blumau | Pfarrkirche Bad Blumau      |
| Bad Loipersdorf            | Fürstenfeld – Söchau – Altenmarkt bei Fürstenfeld – Bad Loipersdorf | Hl. Florian                                   | Pfarrkirche Bad Loipersdorf | Pfarrkirche Bad Loipersdorf |
| Bad Waltersdorf            | Bad Waltersdorf – Bad Blumau                                        | Hl. Margareta                                 | Pfarrkirche Bad Waltersdorf Maria Hilf in Hohenbrugg, Hl. Kreuz in Geiseldorf, Dorfkapelle Haller, Dorfkapelle Sebersdorfberg, Dorfkapelle Oberlimbach, Dorfkapelle Lichtenwald, Kapelle im Schloss Obermayerhofen | Pfarrkirche Bad Waltersdorf |
| Burgau                     | Burgau – Neudau (Dekanat Hartberg) – Wörth (Dekanat Hartberg)       | Mariä Geburt                                  | Pfarrkirche Burgau | Pfarrkirche Burgau          |
| Fürstenfeld                | Fürstenfeld – Söchau – Altenmarkt bei Fürstenfeld – Bad Loipersdorf | Hl. Johannes der Täufer                       | Pfarrkirche Fürstenfeld | Pfarrkirche Fürstenfeld     |
| Großwilfersdorf            | Ilz – Großwilfersdorf – Hainersdorf – Ottendorf (Dekanat Gleisdorf) | Hlgst. Dreifaltigkeit, Dreifaltigkeitssonntag | Pfarrkirche Großwilfersdorf | Pfarrkirche Großwilfersdorf |
| Hainersdorf                | Ilz – Großwilfersdorf – Hainersdorf – Ottendorf (Dekanat Gleisdorf) | Hl. Georg                                     | Pfarrkirche Hainersdorf | Pfarrkirche Hainersdorf     |
| Ilz                        | Ilz – Großwilfersdorf – Hainersdorf – Ottendorf (Dekanat Gleisdorf) | Hl. Jakobus der Ältere                        | Pfarrkirche Ilz | Pfarrkirche Ilz             |
| Söchau                     | Fürstenfeld – Söchau – Altenmarkt bei Fürstenfeld – Bad Loipersdorf | Hl. Vitus                                     | Pfarrkirche Söchau Filialkirche Übersbach | Pfarrkirche Söchau          |